# اوعلی
اوعلی، روستایی است از توابع بخش سیلوانه و در شهرستان ارومیه استان آذربایجان غربی ایران.

## جمعیت
این روستا در دهستان دشت قرار داشته و بر اساس سرشماری سال ۱۳۸۵ جمعیت آن ۱۶۳ نفر (۲۰ خانوار)
بوده‌است.